# Henrik Berglind
Johan Henrik Berglind, född 23 juli 1897 i Skultuna församling, Västmanland, död 31 januari 1972 i Hedvig Eleonora församling, Stockholm, var en svensk skolman.
Berglind avlade folkskollärarexamen i Uppsala 1918 och studerade därefter vid Stockholms högskola och Socialinstitutet. Han tjänstgjorde som folkskollärare i Nyköping 1919 och i Stockholm 1920-1933 och tjänstgjorde dessutom vid Stockholms borgarskola. Från 1933 var han chef för svenska skolradion och betydde mycket för dess utveckling. Tidvis var Berglind även chef för Sveriges radios folkbildningsverksamhet och biträdde som expert i 1940 års skolutredning. Han bedrev även skolhistoriska forskningar, skrev artiklar i pedagogiska frågor och redigerade flera bokserier, däribland Vår underbara värld.